# Dardanus deformis
Dardanus deformis är en kräftdjursart som först beskrevs av Henri Milne-Edwards 1836.  Dardanus deformis ingår i släktet Dardanus och familjen Diogenidae. Inga underarter finns listade i Catalogue of Life.